# Micromyrtus vernicosa
Micromyrtus vernicosa är en myrtenväxtart som beskrevs av Anthony R. Bean. Micromyrtus vernicosa ingår i släktet Micromyrtus och familjen myrtenväxter.
Artens utbredningsområde är Queensland. Inga underarter finns listade i Catalogue of Life.